# A. Ray Olpin
Albert Ray Olpin, né le 1er juin 1898 et mort le 7 mars 1983, a été président de l'université de l'Utah de 1946 à 1964. Au cours de sa présidence, l'université a quadruplé en taille et le nombre d'inscription a triplé, passant de 4 000 à 12 000 étudiants.

## Biographie
Albert Ray Olpin était le fils aîné de huit enfants et a grandi à Pleasant Grove dans l'Utah. Il a été accepté à la business school de l'université Brigham Young, à l'âge de 16 ans. Mais, il a quitté l'école un an plus tard pour servir durant quatre ans en tant que missionnaire mormon au Japon pour l'Église de Jésus-Christ des saints des derniers jours. À son retour, il a changé de majors et a été diplômé de l'université Brigham Young de baccalauréats universitaire de mathématiques et de physique en 1923. En 1930, il a obtenu un Ph.D. en physique de l'université Columbia. Il a ensuite travaillé chez les Laboratoires Bell où il a mené des recherches qui ont conduit à la première émission de télévision. Il a dirigé les départements de recherche à Kendall Mills en Caroline du Nord et à l'université d'État de l'Ohio. Le 16 octobre 1946, il est devenu le septième président de l'Université de l'Utah. Il a continué en tant que président jusqu'à sa retraite en 1964, au moment où il a accepté le titre de « président émérite » et a continué à travailler avec l'université en tant que consultant
Il a également travaillé sur le projet Manhattan qui a développé la première bombe atomique, et a ensuite aidé à la reconstruction du Japon après la seconde guerre mondiale.
Il est mort à Salt Lake City le 7 mars 1983.

## Croissance de l'université
De nombreux bâtiments sur le campus d'aujourd'hui ont été construits sous l'administration de la présidence de Olpin. Olpin a commencé un programme de construction de dix ans qui a abouti à la réalisation de 30 bâtiments, dont le Milton Bennion Hall, le Merrill Engineering Building, et le A. Ray Olpin Union Building. 